# Леорінца
Леорінца (рум. Leorința) — село у повіті Муреш в Румунії. Входить до складу комуни Гребенішу-де-Кимпіє.
Село розташоване на відстані 281 км на північний захід від Бухареста, 26 км на захід від Тиргу-Муреша, 51 км на схід від Клуж-Напоки.

## Населення
За даними перепису населення 2002 року у селі проживали 135 осіб, з них 132 особи (97,8%) румунів. Усі жителі села рідною мовою назвали румунську.